# Шакмановы
Шакмановы (карач.-балк. Шакъманлары) — княжеский владетельный род (таубии) в Балкарии.

## История возникновения рода
Генеалогия рода Шакмановых возводит своё происхождение к основателю рода Шакману жившему в начале XVII века. Существует несколько версий его происхождения. По одной он является потомком легендарного Басиата. В другой версии Шакман происходил из Архонского ущелья, предок его был ногайцем. 

## Владения
Князья Шакмановы правили в Хуламском горском обществе. После 1917 года Шакмановы подверглись репрессиям и вынуждены были покинуть Хулам.

## Генетическая генеалогия
| FTDNA  | YFull      | Гаплогруппа          | Субклад        |
| ------ | ---------- | -------------------- | -------------- |
| 315543 | id:YF63313 | G2a1a1a1a1a1a1a1a1a3 | Z7943, FT61413 |